# ذا سيمز 3: جينيرايشنس
ذا سيمز 3: جينيرايشنس (بالإنجليزية: The Sims 3: Generations)‏ هي لعبة فيديو أنتجت في سنة 2011 وهي رابع توسعة للعبة ذي سيمز 3، هذه اللعبة تبدأ مع عائلة مكونة من أطفال وكيفية تربيتهم. الأطفال يحبون اللعب والمراهقين يكونون ثائرين والشباب يركزون على العلاقات والاجداد يستمتعون بمشاهدة أحفادهم وهم يكبرون.